# FL Studio
FL Studio (ранее — FruityLoops) — цифровая звуковая рабочая станция (DAW) и секвенсор для написания музыки. Музыка создаётся путём записи и сведения аудио- или MIDI-материала.

## История
Первую версию Fruity Loops разработал для компании Image-Line Дидье Дэмбрен 18 декабря 1997 года. Официальный выход программы состоялся 21 марта 1998 года; в тот момент она представляла собой четырёхканальную драм-машину MIDI. Дамбрен был назначен главным разработчиком программы, и в скором времени она подверглась целому ряду серьёзных улучшений, которые превратили её в популярную цифровую музыкальную студию.
29 марта 2011 года увидела свет FL Studio 10. В этом обновлении была добавлена функция автосохранения проектов, а также поддержка 64-битных VST плагинов с доступом к неограниченной памяти. В создании различных редакций FL Studio участвовал программист Arguru.
22 апреля 2013 года вышла FL Studio 11.0.0. Это обновление принесло с собой ряд значимых исправлений и улучшений, «Режим производительности» и полностью переписанный Newtone 2, а также изменения, которые были сделаны в beta-версиях программы.
22 апреля 2015 года состоялся релиз 12-й версии программы. В ней полностью переработан интерфейс, который стал векторным и масштабируемым. Также в микшер была добавлена функция multi-touch и изменена процедура установки и поиска VST плагинов.
Следующая версия FL Studio вслед за двенадцатым сразу получила 20-й номер. Основная причина такого шага — 20-летие DAW. Её релиз состоялся 22 мая 2018 года. В данной версии была улучшена работа Plugin Delay Compensation, добавлена возможность смены музыкального размера на протяжении композиции, возможность работать с несколькими вариантами аранжировки в Playlist, увеличено количество дорожек в Playlist до 500, а в Mixer — до 125, были возвращены некоторые функции, которые были доступны в более ранних версиях FL Studio (Step Sequencer Graph Editor, legacy precomputed sampler effects). Также, начиная с 20 версии, FL Studio стала официально поддерживать macOS.
6 декабря 2022 года вышла 21-я версия программы. В данной версии внесли ряд улучшений; были обновлены существующие и добавлены новые плагины и функции, был добавлен поиск по имеющимся звукам в библиотеке программы, появилась возможность добавлять звуки в категорию избранное, изменять цвета папок со звуками в библиотеке и привязывать к ним иконки. Программа была локализована на испанский и немецкий языки. Была добавлена возможность изменить цветовую «тему» интерфейса программы.
26 июня 2024 года выпущена FL Studio 24.1. С выходом этой версии был интегрирован FL Cloud — набор стороннего контента и услуг. Была произведена оптимизация работы CPU, также была добавлена поддержка AIFF, WAVPack, M4A и CLAP, было улучшено управление аудиоклипами и автоматизацией. Для системы macOS была проведена оптимизация буфера аудио для Apple Silicon. Были добавлены новые инструменты и эффекты (Kepler Exo, Low Lifter, Spreader), также был улучшен поиск плагинов и управление MIDI-импортом.
На данный момент самой последней версией является FL Studio 25.1.1, вышедшая в 2025 году. Обновление включает расширение функциональных возможностей, повышение производительности и интеграцию новых инструментов. Добавлен динамический микшер, максимальное количество дорожек увеличено до 500. Был добавлен Gopher — встроенный ИИ-ассистент, предоставляющий ответы по использованию FL Studio и музыкальному производству. Новая версия получила обновленный интерфейс: переработанные графические элементы плагинов, анимации при переключении пресетов.
В настоящее время выпускается компанией Image-Line Software.

## Обзор программы
| Системные требования | Системные требования | Системные требования |
| -------------------- | --- | --- |
|                      | Минимальные | Рекомендуемые |
| Wintel               | | |
| ОС                   | Windows XP | Windows 7/8/10 (64-разрядная), а также на Intel Mac с Boot Camp |
| ЦПУ                  | Процессор с тактовой частотой 2 ГГц c полной поддержкой SSE2 | Процессор с тактовой частотой 2 ГГц c полной поддержкой SSE2 |
| Объём ОЗУ            | 8 ГБ | 16 ГБ (более 32 ГБ - излишне) |
| Место на диске       | ? | Твердотельный накопитель объемом 500 ГБ (для ОС и самой программы) Жёсткий диск объемом 2—4 ТБ для файлов проекта (библиотеки сэмплов, аудиозаписи и т.д.)                                                                   |
| Видеокарта           | любая совместимая видеокарта | видеокарта с двумя и более видеовыходами (для подключения нескольких мониторов) |
| Звуковая плата       | Звуковая карта с поддержкой драйверов ASIO. Программа обрабатывает звук, используя внутренний 32-битный алгоритм с плавающей точкой. Он поддерживает частоту дискретизации до 192 кГц с использованием драйверов WDM и ASIO. | Звуковая карта с поддержкой драйверов ASIO. Программа обрабатывает звук, используя внутренний 32-битный алгоритм с плавающей точкой. Он поддерживает частоту дискретизации до 192 кГц с использованием драйверов WDM и ASIO. |
| Apple Mac            | | |
| ОС                   | OS X El Capitan 10.11 | macOS Sierra 10.12.6 или последняя версия Mojave 10.14 |

### Редакции
- Fruity Edition. Редакция Fruity открывает пользователю доступ к Playlist, Piano Roll и автоматизации. Также имеется возможность с помощью протоколов ReWire и VST использовать FL Studio как инструмент в других DAW. Отсутствует возможность работы с аудиофайлами (запись, редактирование, размещение в Playlist)[20].
- Fire Edition. Идентична Fruity Edition, идёт в комплекте с контроллером AKAI Fire и требует его подключения для разблокировки лицензии[20].
- Producer Edition. Эта редакция обладает всеми возможностями Fruity Edition, а также позволяет записывать звук из внешних и внутренних источников, редактировать его с помощью Edison и размещать на таймлайне в Playlist. Доступны дополнительные плагины: Maximus, Vocodex, NewTime, Slicex, Sytrus[20].
- Signature Bundle. Помимо всех возможностей Producer Edition, в эту редакцию включён целый ряд дополнительных плагинов: Hardcore, Pitcher, Gross Beat, NewTone, Harmless, Fruity Video Player 2, DirectWave Full (в предыдущих редакциях доступна только версия DirectWave Player)[20].
- All Plugins Edition. Открывает доступ ко всем функциям FL Studio, а также абсолютно ко всем выпускаемым компанией Image-Line плагинам[20].
- Demo. Бесплатная демоверсия по своей функциональности идентична редакции Signature Bundle и позволяет сохранять результаты работы в файл проекта FLP и экспортировать их в форматы WAV, MIDI, MP3, OGG и FLAC, однако открыть файл проекта для последующей доработки возможно, лишь купив одну из редакций программы[20].
- Mobile. 21 июня 2011 года Image-Line выпустила мобильную версию FL Studio, которая позволяет создавать многодорожечные проекты на устройствах с iOS. 18 апреля 2013 года Image-Line выпустила мобильную версию FL Studio, которая позволяет создавать многодорожечные проекты на устройствах с OS Android. На данный момент выпущена третья версия приложения для платформ Android, iOS и Windows UWP с полностью переработанными архитектурой и интерфейсом, а также плагин для настольной версии FL Studio, который полностью идентичен мобильному приложению и доступен в любой из редакций[20][21].

Версия 20.0 была выпущена 22 мая 2018 г. в честь 20-летия программы. Примечательно, что разработчики пропустили версии с 13 по 19. В ней представлена встроенная поддержка macOS, несколько тактовых размеров, преобразование MIDI в аудио, неограниченное количество композиций списков воспроизведения, улучшенная компенсация задержки плагинов, также вернулся графический редактор пошагового секвенсора, рендеринг на месте («замораживание») и другие нововведения.

## Интерфейс
Основные элементы FL Studio:
- Step Sequencer — позволяет быстро создавать и редактировать петли, добавлять новые генераторы звука (каналы) и удалять ненужные;
- Piano Roll — представляет собой двумерную сетку, по вертикальной оси которой отложен уровень высоты звука, по горизонтальной — время, имеет больше возможностей, чем step sequencer;
- Playlist — позволяет размещать созданные в Step Sequencer или в Piano Roll петли, или располагать звуковые файлы;
- Mixer — здесь размещаются плагины и эффекты;
- Sample Browser — лёгкий доступ к аудиофайлам, плагинам и настройкам.

## Возможности

### Плагины
FL Studio поставляется вместе с множеством разнообразных генераторов, основанных на собственной архитектуре программы. FL Studio также поддерживает VST- и DirectX-плагины от сторонних разработчиков. API программы имеет встроенную оболочку, полностью совместимую со стандартами VST, VST2, VST3, DX и ReWire. Многие плагины FL Studio также существуют в виде отдельных приложений.
- Control Surface Плагин для создания интерфейсов для внешних MIDI-устройств. Благодаря этому FL Studio может управлять оборудованием извне — в том числе с использованием автоматизации. Начиная с версии 9.0 плагин позволяет управлять несколькими устройствами для работы с различными генераторами и эффектами[23].
- Edison. Аудиоредактор с функцией звукозаписи Edison выпускается в формате VST, хотя имеется и его самостоятельная версия, не требующая для работы программы-хоста. Edison входит в состав FL Studio Producer Edition и может использоваться для спектрального анализа, создания эффектов конволюционной реверберации, записи и конструирования лупов. Кроме того, редактор имеет возможность создания маркеров для разметки аудиофайлов. Есть возможность работы с готовым вокалом и его редактированием[24].
- Fruity Video Player. Плагин, включённый в Signature Bundle, позволяет открывать видеофайлы и синхронизировать их с аудиодорожками в FL Studio[25].
- Deckadance. Виртуальный диджейский пульт для микширования различных треков. Может использоваться как отдельное приложение или VST-плагин. Программа была впервые выпущена в мае 2007 года, начиная с FL Studio 7 она доступна как дополнительная часть загрузочного пакета. Продана Gibson (Stanton/Cakewalk)[26][27].
- Maximus. Многополосный компрессор и лимитер для мастеринга. Может использоваться в качестве гейта для подавления шумов, экспандера, дакера, деэссера. Maximus входит в состав Producer Edition[28].
- Riff Machine. Автоматический генератор мелодий для Piano Roll с возможностью управления различными свойствами мелодии. Впервые появился в FL Studio 9[29].
- Fruity Stereo Shaper. Стерео-эффект с возможностью раздельного управления громкостью левого, правого канала и их инвертированных копий, а также их задержкой и сдвигом фазы. Появился в FL Studio 9[30].

### Эффекты
FL Studio поставляется вместе с множеством различных эффектов и инструментов для обработки звука, таких, как хорус, дилэй, фленжер, фэйзер, ревербератор, компрессор, эквалайзер, вокодер, максимайзер и лимитер. Всего в состав FL Studio входит 79 плагинов-эффектов (по состоянию на июль 2025).
- Gross Beat — эффект, позволяющий управлять высотой тона, временем, громкостью[31].
- Hardcore Guitar Effects Suite — набор из множества эффектов, имитирующих педальные «примочки» для гитар, но работающий и с любым другим инструментом[32].
- Juice Pack — набор плагинов Image-Line в формате VST для использования в других музыкальных программах. Содержимое набора менялось с момента первого выпуска; на момент написания статьи в него входят такие плагины, как Delay, Delay Bank, EQUO, Flangus, LovePhilter, Multiband Compressor, Notebook, Parametric EQ, Parametric EQ 2, Spectroman, Stereo Enhancer, Vocoder, Wave Candy и Wave Shaper[33].
- Fruity Vocoder — вокодер, работающий в реальном времени[34].
- Vocodex — усовершенствованный вокодер, входящий в FL Studio Producer Edition версии 10[35].
- NewTone — редактор высоты тона и времени, позволяющий корректировать голосовые, инструментальные и другие записи. Демоверсия NewTone входит в FL Studio 10[36].
- Pitcher — инструмент для изменения высоты тона в реальном времени, а также средство для создания гармоний из четырёх голосов. Управлять им можно с помощью MIDI-клавитуры или Piano Roll. Демоверсия плагина входит в FL Studio 10[37].
- Patcher — бесплатный плагин для создания цепочек эффектов, которые можно быстро загружать в новые проекты[38].
- ZGameEditor Visualizer — бесплатный плагин для визуализации эффектов, основанный на программе с открытым исходным кодом ZGameEditor. Имеет возможность рендеринга видео[39].
- Fruity Reeverb 2 — плагин, который позволяет настроить эффект реверберации для отдельного или мастер канала в микшере[40].

### Генераторы
В состав FL Studio входит 38 плагина-генератора (по состоянию на июль 2025). Все плагины-генераторы входят в издание Fruity Edition, если не указано иное. Некоторые из плагинов поставляются в виде демо-версий.

#### Сэмплеры
- Channel Sampler. Инструмент, для работы с одиночными семплами[41].
- DirectWave Sampler (Full). Плагин, позволяющий воспроизводить, записывать и редактировать семплы живых и VST-инструментов, а также накладывать DSP-эффекты. Поддерживает (с некоторыми ограничениями) распространённые форматы семплов и семплерных библиотек: WAV, SF2 (Soundfont), AKP (Akai), Propellerheads Recycle, Native Instruments Battery, Kontakt (nki), GIGA (gig) & eMagic EXS24. Входит во все издания, начиная с Signature Bundle[42].
- DirectWave Player. Упрощенная версия DirectWave, доступная во всех изданиях.
- FL Keys. Простейший семплер. Используется для создания звуков фортепиано. Используя дополнительные модули, также может имитировать звуки органа[43].
- Fruity Pad Controller (FPC). Многоголосная драм-машина, созданная, как цифровая версия устройств серии Music Production Center. Позволяет воспроизводить заранее заготовленные семплы и оперировать с ними[44].
- Slicex. Продвинутый инструмент для нарезки и управления семплами, который позволяет разделять семплы на части и гибко их перераспределять. Входит во все издания, начиная с Producer Edition[45].
- SoundFont Player. Инструмент, предназначенный для воспроизведения банков звуков в формате SoundFont (.SF2/.SF3). Входит во все издания, начиная с Producer Edition[46].

#### Синтезаторы
- 3XOsc. Генератор с тремя программируемыми осцилляторами, использующий субтрактивный синтез для создания ярких тембров. Требует небольшого количества оперативной памяти[47].
- Autogun. Синтезатор без управляющих элементов; поставляется вместе с более чем 4 миллиардами пресетов, каждый из которых имеет уникальный номер[48]. Бесплатная версия синтезатора Ogun.
- BassDrum. Инструмент для создания звука большого (басового) барабана[49].
- BeepMap. Плагин для генерации звука, основываясь на загруженном изображении[50].
- Boo Bass. Монофонический эмулятор бас-гитары[51].
- Drumaxx. Плагин, использующий физическое моделирование для имитации и создания звуков ударных инструментов. Входит в издание All Plugins Edition[52].
- Drumpad. Упрощенная версия Drummaxx, доступная во всех изданиях.
- FL Studio Mobile Rack. Плагин-адаптер, позволяющий использовать мобильные синтезаторы и инструменты из FL Studio Mobile в десктопной версии FL Studio[53].
- Fruity DrumSynth Live. Синтезатор звуков ударных[54].
- Fruity DX10. Воссоздаёт звук классических FM-синтезаторов[55].
- Fruity Granulizer. Инструмент реализующий гранулярный синтез[56].
- Fruity Kick. Простой генератор бас-бочек, предназначенный для синтеза электронных ударных с нуля[57].
- Fruity Slicer. Инструмент, предназначенный для нарезки семплов на отдельные части и их последующего воспроизведения[58].
- Harmless. Сочетает возможности субтрактивного и аддитивного синтезатора. Входит во все издания, начиная с Signature Bundle[59].
- Harmor. Аддитивно-субтрактивный синтезатор с возможностью ресинтеза аудиофайлов и создания тонов на основе изображений. Входит в издание All Plugins Edition[60].
- Kepler. Виртуальный синтезатор, работающий на основе спектрального синтеза. Входит во все издания, начиная с Producer Edition[61].
- Kepler Exo. Улучшенная версия синтезатора Kepler, разработанная для более глубокого спектрального и аддитивного синтеза. Входит в издание All Plugins Edition[62].
- MiniSynth. Виртуальный аналоговый синтезатор, используется для создания классических синтезаторных звуков[63].
- Morphine. Аддитивный синтезатор, позволяющий управлять процессом смешивания и изменения голосов. Входит в издание All Plugins Edition[64].
- Ogun. Мощный программируемый синтезатор аддитивного типа. Особенно хорошо подходит для создания звенящих, металлических звуков. Входит в издание All Plugins Edition[65].
- Plucked!. Инструмент, использующий физическое моделирование для создания реалистичных звуков щипковых струнных инструментов[66].
- PoiZone. Компактный субтрактивный синтезатор с небольшим количеством управляющих элементов. Входит в издание All Plugins Edition[67].
- Sakura. Инструмент для физического моделирования струнных. Входит в издание All Plugins Edition[68].
- Sawer. Виртуальный субтрактивный синтезатор, имитирующий ретро звучание советского синтезатора «Поливокс». Входит в издание All Plugins Edition[69].
- Speech Synthesizer. Инструмент для генерации искусственной речи (синтеза вокала) на основе текста[70].
- Sytrus. Этот плагин использует субтрактивный, аддитивный, FM-синтез и кольцевую модуляцию для создания широчайшего спектра звуков: от ударных до органов и струнных. В Sytrus имеется огромное количество элементов управления и инструментов, в том числе — предназначенных для изменения формы волны, редактирования гармоник, эквализации, фильтрации, наложения эффектов реверберации, дилея, унисона и детюна. Входит во все издания, начиная с Producer Edition[71].
- Toxic Biohazard. Инструмент, использующий субтрактивный и FM-синтез и оснащённый встроенным секвенсором и эффектами. Входит в издание All Plugins Edition[72].
- Transistor Bass. Аналоговый басовый синтезатор, созданный для генерации тёплых, «пульсирующих» басовых линий в стиле ретро-синтезаторов. Входит в издание All Plugins Edition[73].
- Wave Traveller. Cинтезатор, разработанный компанией Sonic Charge. Он использует уникальную технологию «путешествия по волновым формам» (wave travelling) для создания динамических, эволюционирующих звуков[74].

#### Гибридные инструменты
- FLEX. Инструмент, сочетающий в себе функции семплера, синтезатора и ROM-плеера. Создан для удобной работы с готовыми пресетами[75].
- Groove Machine Synth (GMS). Виртуальный грув-бокс, объединяющий возможности семплера, синтезатора и драм-машины. Ориентирован на живые выступления[76].

## Процесс работы
FL Studio является дорожечным (паттерн) секвенсором, где создание музыки происходит в Piano Roll, Step Sequencer и затем осуществляется составление всей композиции из отдельных частей в окне Playlist. Имеется большой набор уже готовых инструментов и множество эффектов, которые могут быть задействованы в режиме реального времени.
Главная составляющая проекта композиции — генератор (канал).
Генератор синтезирует или воспроизводит звук. Генераторов в проекте композиции может быть неограниченное количество. Каждый генератор обладает своими настройками, уникальным звуком, имитирующим любой инструмент. Для генераторов программируются нотные партитуры, записываемые в Piano Roll. Партитуры в FL Studio имеют бесконечную длину. Кусочки партитур (паттерны) складываются в последовательности (располагаются в нужном порядке в списке воспроизведения) в окне Playlist. Звук каждого генератора может быть обработан при помощи множества подключаемых эффектов.
В качестве генератора можно подключить любой VST- или DXi-плагин.